# Evosmon
Evosmon este un oraș în Grecia.